# Johann Jakob Haug (Mediziner)

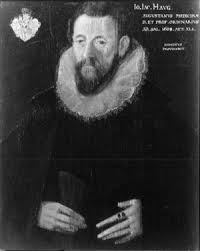
Johann Jakob Haug in der Tübinger Professorengalerie

Johann Jakob Haug (* 31. Januar 1567 in Augsburg; † 22. Oktober 1616 in Tübingen; auch Johann Jacob Haug) war von 1593 bis 1607 Stadtarzt in Heilbronn und danach Professor der Medizin an der Universität Tübingen.
Haug wurde in Heilbronn 1593 zunächst für drei Jahre als Stadtarzt verpflichtet. 1596 wurde seine Bestallung um vier Jahre verlängert, insgesamt blieb er 14 Jahre im Amt. 1597 und 1607 verfasste er jeweils eine Pestordnung für die Stadt. Als ihn 1607 die Universität Tübingen auf den Lehrstuhl der Medizin berief, empfahl sie der Stadt Heilbronn mit Johann David Mögling auch gleich seinen Nachfolger. Haug erhielt für sein verdienstvolles Wirken von der Stadt Heilbronn eine Prämie von 15 Reichsgulden-Talern.